# 喜湿箭竹
喜湿箭竹（学名：Fargesia hygrophila）为禾本科箭竹属下的一个种。

## 扩展阅读
- 維基物種上的相關：喜湿箭竹